# ثيا جيلمور
ثيا جيلمور (بالإنجليزية: Thea Gilmore)‏ هي مغنية مؤلفة ومغنية بريطانية، ولدت في 25 نوفمبر 1979 في أكسفورد في المملكة المتحدة.

## وصلات خارجية
- الموقع الرسمي
- ثيا جيلمور على موقع ميوزك برينز (الإنجليزية)
- ثيا جيلمور على موقع أول ميوزيك (الإنجليزية)
- ثيا جيلمور على موقع ديسكوغز (الإنجليزية)